# Chionaema asticta
Chionaema asticta är en fjärilsart som beskrevs av George Francis Hampson 1904. Chionaema asticta ingår i släktet Chionaema och familjen björnspinnare. Inga underarter finns listade i Catalogue of Life.